# Nellis Air Force Base
Nellis Air Force Base est une base de l’United States Air Force située au nord-est de Las Vegas dans le Nevada abritant, en 2007, 12 000 civils et militaires. Elle porte son nom en honneur du pilote William Harrel Nellis abattu au-dessus de Bastogne lors de la bataille des Ardennes, le 27 décembre 1944
Le lieutenant Nellis fut enterré au cimetière américain de Henri-Chapelle dans la Province de Liège. Avant 1949, la base s'appelait Las Vegas Air Force Base.

## Caractéristiques
Elle possède un polygone de tir de 12 139 km2 appelé Nellis Air Force Range au nord-ouest de la ville.
C'est sur cette base que s'entraînent les pilotes de l'USAF pour le combat aérien, les attaques au sol et la guerre électronique. Cet enseignement est dispensé par la United States Air Force Weapons School.
De plus, c'est sur cette base que s'organise chaque année l'exercice Red Flag qui consiste à simuler une guerre aérienne. C'est l'un des exercices les plus importants que l'une des armées de l'air de l'OTAN organise.
Elle est l'un des dépôts d'armes nucléaires aux États-Unis. La Zone 51 se situe dans la Nellis Air Force Range.
En 2007 a été construite une centrale solaire de 0,57 km2 pouvant produire 14 MW dans l'enceinte de la base. La Nellis Solar Power Plant était à la date de son inauguration la plus grande centrale solaire photovoltaïque d'Amérique du Nord.
La patrouille acrobatique de l'US Air Force; les Thunderbirds, y est basée.

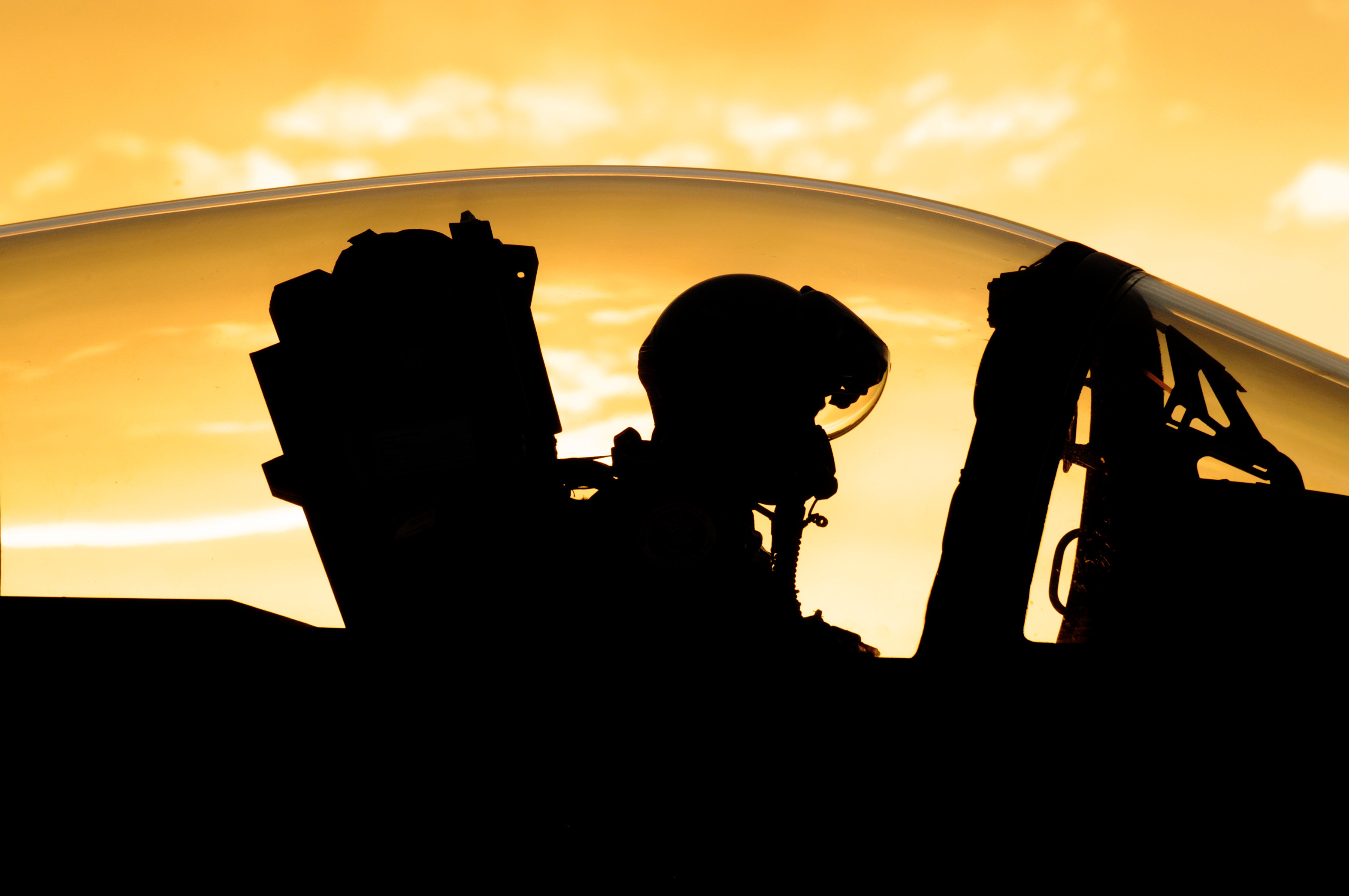
Aux commandes d'un F-15 de la base.
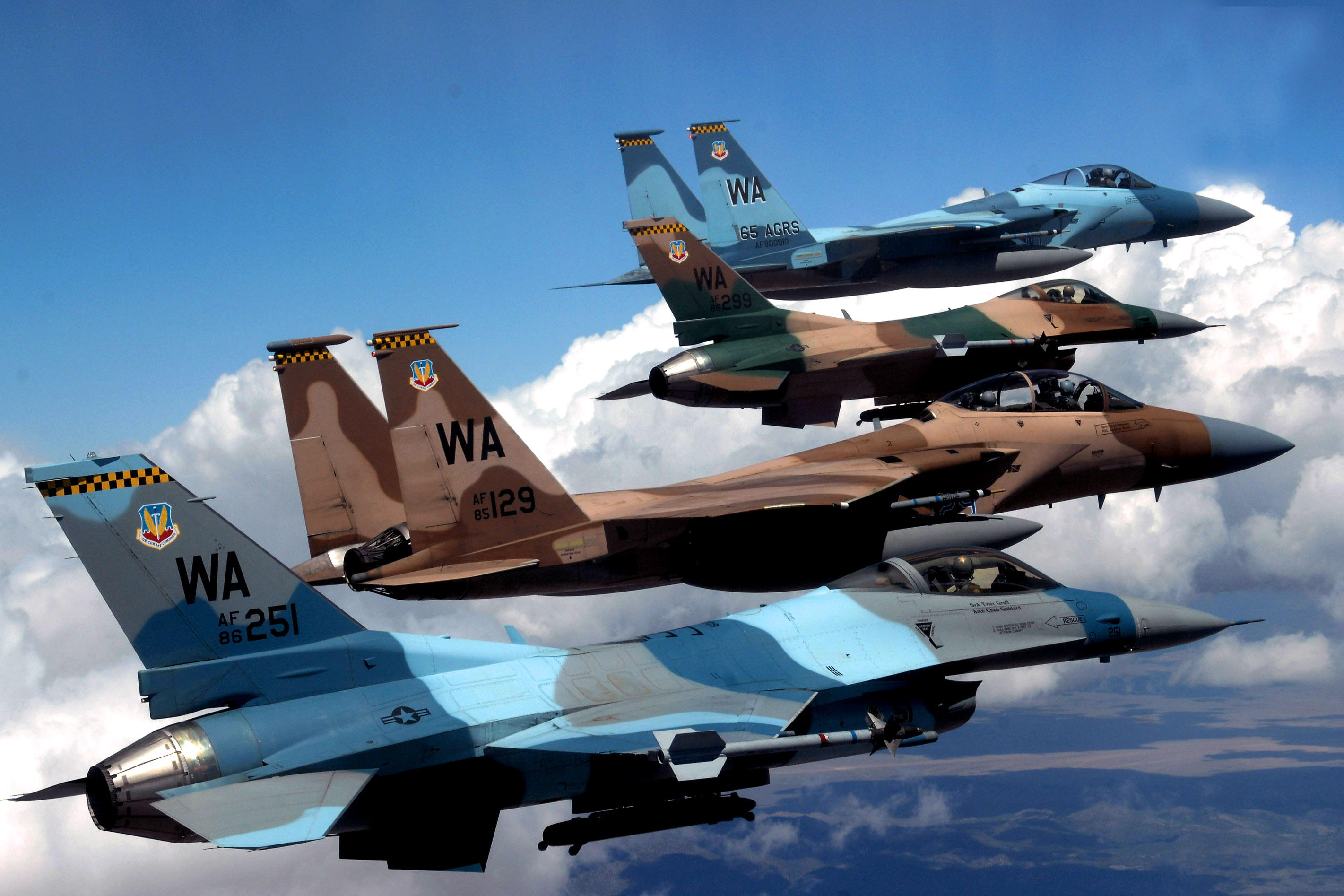
F-15 Eagle et F-16 Fighting Falcon de l'USAF au-dessus de la Nellis Air Force Base.
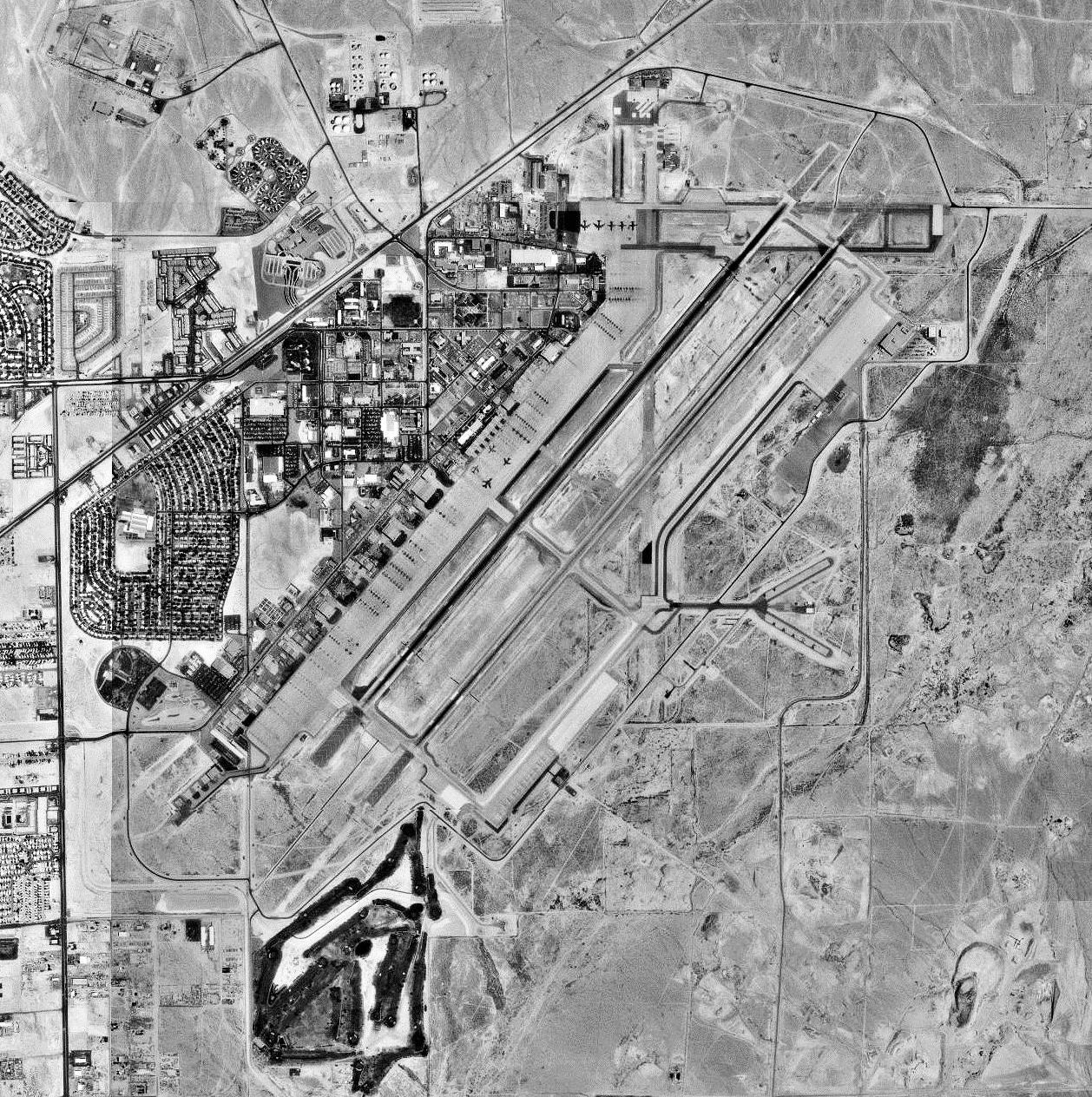
La base aérienne Nellis en 1994.

## Fictions
La Nellis Air Force Base apparait dans le jeu vidéo sorti en 2010 Fallout: New Vegas et dans l'adaptation en dessin animé de L'Énigme de l'Atlantide (Blake et Mortimer).
Elle est également le théâtre de l'intrigue de la bande dessinée Les « Agresseurs », tome 44 de la série Les Aventures de Buck Danny (Charlier & Bergèse).
Elle est le sujet principal de l'épisode 2 de la série X-Files « Gorge profonde ».
Elle est aussi visitée par l'équipe SG-1 dans l'épisode 14 de la saison 2 de la série Stargate SG-1.